# Johan Adolf Pengel

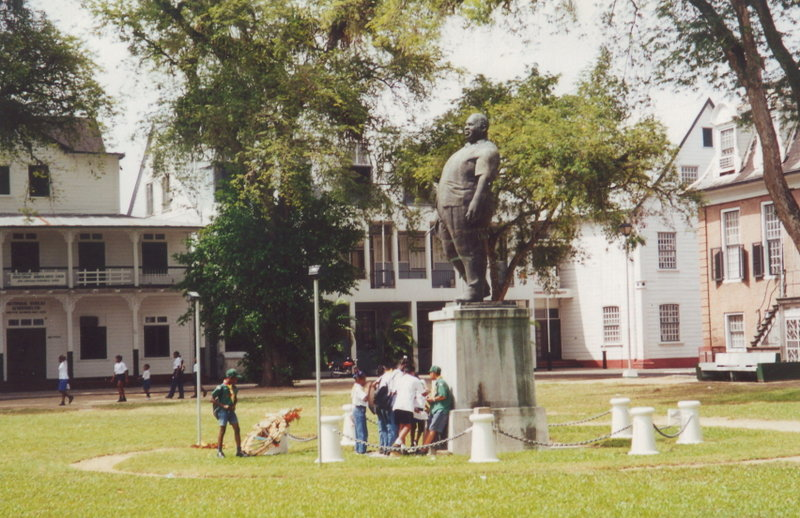
Estatua de Johan Adolf Pengel

Johan Adolf Pengel (Paramaribo, 20 de enero de 1916-Paramaribo, 5 de junio de 1970) fue un político de Surinam, y el primer ministro de Surinam desde 30 de junio de 1963 al 5 de marzo de 1969. Perteneció al Partido Nacional de Surinam.
Comenzó como líder de los trabajadores sindicales de Surinam y luego en el Partido Nacional de Surinam se convirtió en uno de los políticos más influyentes del momento.
El Partido Nacional de Surinam, dirigido por Pengel y el Partido de la Reforma Progresista (VHP), el partido hindú más grande dirigido por Jagernath Lachmon, formaron una coalición que tuvo éxito al ocupar el poder, lo que facilitó la comprensión entre ambos grupos.
Bajo el gobierno de Pengel, la infraestructura de Surinam fue fuertemente desarrollada. Los caminos fueron construidos y la infraestructura existente mejoró en gran medida. Dos nuevos hospitales fueron construidos.
Murió de sepsis a la edad de 54 años en Paramaribo.